# Keiformaat

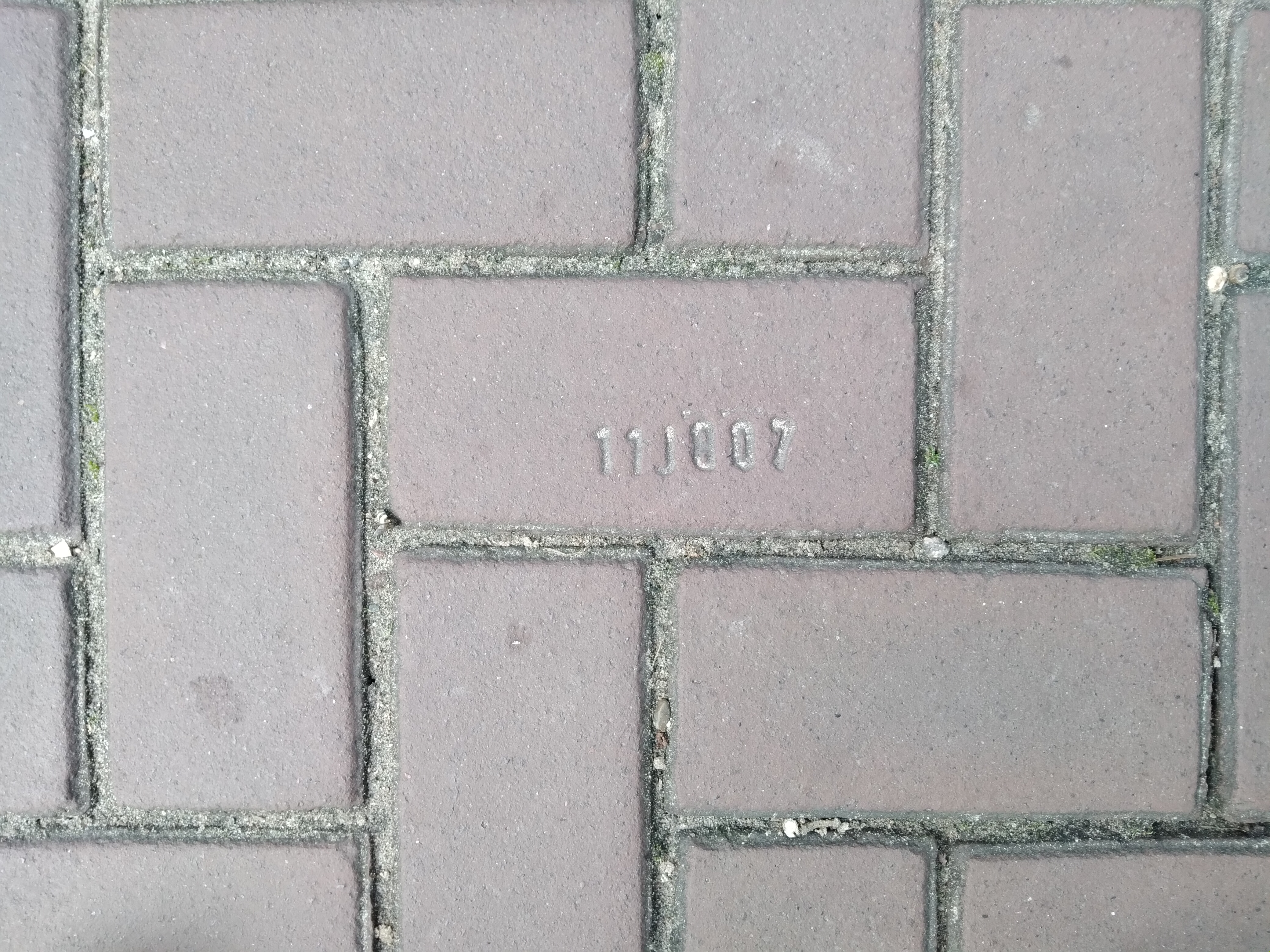
Straatklinkers met verhouding 2:1 in keperverband in Amsterdam

Met keiformaat wordt het formaat van een gebakken klinker met een afmeting van 100 bij 200 millimeter bedoeld die veelal in straatwerk wordt toegepast. Dankzij de simpele lengte-breedteverhouding van 2:1 is dit formaat steen relatief eenvoudig te leggen in verschillende verbanden.
De hoogte kan variëren. Zo zijn er stenen met een hoogte van 100 millimeter. Voor straatwerk wordt in Nederland traditioneel gebruik gemaakt van keiformaat 80: een straatsteen van 80 millimeter hoog. Als duurzamer alternatief hebben baksteenfabrikanten het keiformaat 70 ontwikkeld, oftewel een straatsteen van 70 millimeter hoog. Voor de productie van dit formaat is minder rivierklei en energie nodig. Bovendien neemt de steen minder ruimte in bij het vervoer.